# Жамантуз (Акмолинская область)
Жамантуз (каз. Жамантұз; устар. Джеман-Туз) — село в Зерендинском районе Акмолинской области Казахстана. Входит в состав сельского округа им.Конай-бия. Код КАТО — 115665300.

## География
Село расположено на юго-востоке района, в 41 км на востоке от центра района села Зеренда, в 16 км на северо-восток от центра сельского округа села Карауыл Конай-бия.
Возле село расположено одноименное озеро.

### Улицы[2]
- ул. Жастар,
- ул. им. Канай би.

### Ближайшие населённые пункты
- село Игилик в 5 км на юге,
- село Кенесары в 9 км на востоке,
- аул Желтау в 15 км на западе,
- село Карауыл Конай-бия в 16 км на юго-западе.
- село Уялы в 16 км на северо-западе.

## Население
В 1989 году население села составляло 301 человек (из них казахов 100%).
В 1999 году население села составляло 217 человек (114 мужчин и 103 женщины). По данным переписи 2009 года, в селе проживали 134 человека (74 мужчины и 60 женщин).

## Интересные факты
В 1991 г. Горбачев и Назарбаев прилетели разными самолетами в Кокчетав (Кокшетау) и встретились там, проехали в Джамантуз (Жамантуз), накануне предполагаемого подписания Союзного договора в Ново-Огореве (очевидно до путча ГКЧП 19 августа 1991 г.).
| Численность населения | Численность населения | Численность населения |
| 1989                  | 1999                  | 2009                  |
| --------------------- | --------------------- | --------------------- |
| 301                   | ↘217                  | ↘134                  |